# Paju-Kurdla
Paju-Kurdla – wieś w Estonii, w prowincji Sarema, w gminie Laimjala.